# Einbaum im Lago Bracciano
Der Einbaum vom Lago Bracciano, (italienisch La piroga del lago di Bracciano) in der Region Latium, in der italienischen Metropolitanstadt Rom, etwa 30 km nordwestlich von Rom wurde 1993 entdeckt. Der Einbaum aus der Jungsteinzeit (6000–4000 v. Chr.) war zum Zeitpunkt seiner Entdeckung im nahezu runden, etwa 9 Kilometer durchmessenden  Braccianosee in zwei Teile zerbrochen. Seine Länge betrug etwa 9,5 Meter. Zuerst wurde das Heck des Bootes, das sich in etwa zehn Meter Tiefe befand und aus einem großen Eichenstamm bestand, gefunden. Im Inneren waren noch Spuren von Steinbeilen und anderen Werkzeugen zu erkennen.
Die Entdeckung gelang einem Team von Unterwasserarchäologen unter Leitung von Maria Antonietta Fugazzola Delpino. Das Gebiet, in dem der Fund gemacht wurde, ist das „Marmotta“, das etwa 12 Meter tief unter dem Vorgebirge der Stadt Anguillara Sabazia liegt, wo auch die Reste eines seit 1989 in Ausgrabung befindlichen neolithischen Dorfes (italienisch Villagio neolitico) liegen. Es ist die älteste neolithische Ufersiedlung Europas. Einige derartige Dörfer rund um Seen in Deutschland, Frankreich und der Schweiz sind 1000 Jahre jünger. In der Nähe des alten Ufers fand man zwischen einer Reihe vertikaler Stangen, die tief im Boden verankert waren und wahrscheinlich als Trockendock genutzt wurden, den Einbaum. 
Die Existenz von neolithischen Booten wird auch durch die Entdeckung zahlreicher Modelle von Keramikbooten in den Hütten bestätigt, die wahrscheinlich mit religiösen Praktiken verbunden und die ältesten ihrer Art sind, die bisher in Europa gefunden wurden.